# Lazarus (Lars Kepler)
Lazarus (titolo originale Lazarus) è un romanzo giallo dello scrittore svedese Lars Kepler, pubblicato in Svezia nel 2018.
Il libro è il settimo della serie con protagonista l'ispettore di origini finniche Joona Linna, della polizia criminale di Stoccolma.
La prima edizione italiana del romanzo è stata pubblicata nel 2018 da Longanesi.

## Trama
Joona Linna non ha mai creduto che Jurek Walter fosse morto e non ha mai abbassato la guardia perché tra i due c’è un conto in sospeso. La perizia medico legale sui resti del corpo trovato in mare non lascia dubbi sulla morte del serial killer che venne ucciso dal commissario dei servizi segreti, Saga Bauer, con tre colpi di pistola al petto.
Il dubbio che Jurek Walter sia ancora in vita incomincia ad prendere forma quando a casa della sua nuova fidanzata, Valeria, arriva il medico legale Ago con una notizia sconvolgente. La polizia di Oslo, indagando sulla morte di un ladro di cadaveri, ha trovato nel freezer di casa il cranio della moglie del commissario Joona. Inoltre, dettaglio non da poco, il profanatore di tombe aveva sulla schiena segni di flagellazione.
Poco dopo Joona Linna si reca a Rostock, in Germania. Sul telefono di uno stupratore, trovato morto nella sua roulette, risulta essere partita una chiamata indirizzata a Joona. La cosa più scioccante arriva quando, sulla scena del crimine, notano delle strane cicatrici sulla schiena del cadavere riconducibili a delle frustate molto simili a quelle che Jurek Walter infliggeva a suo fratello Igor per manipolarlo.
Ormai non ci sono più dubbi: Jurek Walter è ancora vivo.
Joona Linna non ha tempo da perdere e corre subito ai ripari. Contatta immediatamente la figlia che vive a Parigi e iniziano il piano di fuga che anni prima avevano programmato. Finiscono per rintanarsi in un vecchio casolare abbandonato trasformato in un bunker a prova di intruso creato da un vecchio amico del commissario.
Con Joona fuori dai giochi tocca all'agente della Sapo, Saga Bauer e ai suoi colleghi occuparsi di Jurek Walter che con il suo aiutante “il Castoro” stanno lasciando alle loro spalle una serie di cruenti omicidi.
Le strade di Saga e Joona però sono destinate a ricongiungersi per chiudere definitivamente il capitolo Jurek Walter..

## Edizioni
- Lars Kepler, Lazarus, traduzione di Andrea Berardini, Milano, Longanesi, 2018. ISBN 978-88-304-4802-5.
- Lars Kepler, Lazarus, traduzione di Andrea Berardini, Milano, TEA, 2019. ISBN 978-88-502-5551-1.